# Ludvík I. Bádenský (1763–1830)
Ludvík I. Bádenský (německy Ludwig I. von Baden; 9. února 1763 Karlsruhe – 30. března 1830 tamtéž) byl od 8. prosince roku 1818 do své smrti bádenský velkovévoda. Byl strýcem svého předchůdce, velkovévody Karla Ludvíka, po jehož smrti převzal bádenský trůn jako poslední představitel hlavní linie rodu Zähringenů.

## Biografie
Narodil se jako třetí syn ze čtyř dětí bádenského velkovévody Karla Fridricha a jeho manželky Karolíny Luisy Hesensko-Darmstadtské. V roce 1818 nastoupil na trůn po svém synovci Karlu Ludvíkovi, který po sobě nezanechal žádné mužské dědice.
Před svým nástupem na trůn se v roce 1792 v řadách pruské armády účastnil Válka první koalice.
Poté, co se stal velkovévodou, se zabýval úpravou bádenských financí, uvedl do pořádku církevní vztahy, především však věnoval pozornost armádě. Ke sněmovně se stavěl nedůvěřivě a snažil se o odstranění přehrad, jež konstituce stavěla reakci v Metternichově duchu.
Významným způsobem podpořil a umožnil další trvání univerzity ve Freiburgu v roce 1820; od té doby univerzita, již založil roku 1457 Albrecht VI. Habsburský, nese jméno obou svých donátorů – «Albert-Ludwigs-Universität Freiburg». V roce 1825 založil rovněž univerzitu (dnes Technologický institut) v Karlsruhe, nejstarší vysoké technické učení v Německu a čtvrté nejstarší v Evropě (po pražském, pařížském a vídeňském).
Při spolupráci s architektem Friedrichem Weinbrennerem vybudoval řadu klasicistních budov v centru města Karlsruhe, včetně proslulé Pyramidy.
Zemřel v rodném městě 30. března roku 1830, aniž by po sobě zanechal následníka. Jeho nástupcem se tak stal jeho nevlastní bratr Leopold.
Ke smrti velkovévody Ludvíka se váže řada různých dohadů a spekulací, neboť s ním vymřela hlavní linie rodu Zähringenů a vládu převzali potomci vzešlí z morganatického manželství jeho předchůdce Karla Fridricha s dvorní dámou Luisou Karolinou Geyer von Geyersberg. Ta později od císaře dostala titul říšské hraběnky a roku 1817 její potomci získali i dědická práva. Ludvík byl před svou smrtí přesvědčen, že se ho někdo pokouší otrávit.
Další spekulace jsou spojeny s postavou Kašpara Hausera, který měl údajně být synem velkovévody Karla Ludvíka; za velkovévodovo dítě mělo být podvrženo cizí umírající nemluvně.